# Свазиленд на Светском првенству у атлетици на отвореном 2022.
Свазиленд је учествовао на 18. Светском првенству у атлетици на отвореном 2022. одржаном у Јуџину  од 15. до 25. јула осамнаести пут, односно учествовао је на свим првенствима до данас. Репрезентацију Свазиленда представљао је 1 такмичар који се такмичио у трци на 200 метара. , 
На овом првенству такмичар Свазиленда није освојио ниједну медаљу нити је остварио неки резултат.

## Учесници
Мушкарци:
- Сибусисо Матсењва — 200 м

## Резултати

### Мушкарци
| Атлетичар         | Дисциплина | Лични рекорд | Квалификације | Квалификације | Полуфинале           | Полуфинале           | Финале               | Финале       | Детаљи |
| Атлетичар         | Дисциплина | Лични рекорд | Резултат      | Место         | Резултат             | Место                | Резултат             | Место        | Детаљи |
| ----------------- | ---------- | ------------ | ------------- | ------------- | -------------------- | -------------------- | -------------------- | ------------ | ------ |
| Сибусисо Матсењва | 200 м      | 20,22 НР     | 20,60 (.600)  | 6. у гр. 3    | Није се квалификовао | Није се квалификовао | Није се квалификовао | 29 / 44 (49) |        |